# Werkgruppe Ludendorff
Die Werkgruppe „Ludendorff“ ist eine der 13 Werkgruppen der Festungsfront Oder-Warthe-Bogen.

## Beschreibung

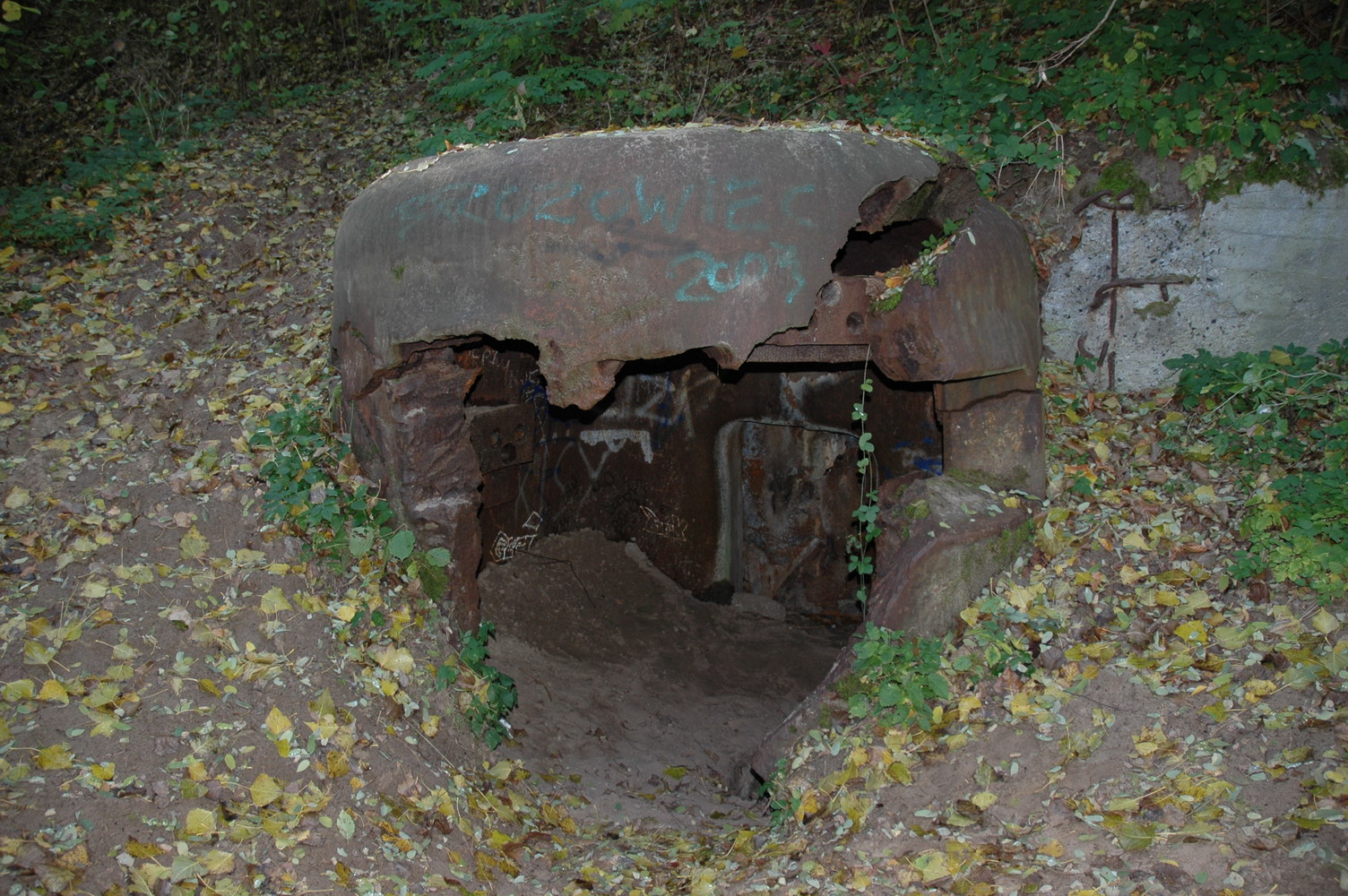
Der Dreischartenturm 2 P7 von Panzerwerk 867

Die Werkgruppe „LUDENDORFF“ war Bestandteil der Nischlitz-Obra-Linie, bevor sie mit in die Festungsfront Oder-Warthe-Bogen aufgenommen wurde. Zu dieser Zeit bestand sie ursprünglich aus einem Hauptwerk, an das mit Hohlgängen zwei etwa gleich starke Objekte angeschlossen waren. Sie wird an drei Seiten von dem Flüsschen Obra eingeschlossen. Diese drei Werke trugen alle die Nummer 522. Sie wurden in die Festungsfront Oder-Warthe-Bogen (FFOWB) eingegliedert und erhielten neue Nummern. Das zweigeschossige „Hauptwerk“ (Bauzeit 1935–1936) in der Ausbaustufe B alt (1,50 Meter Wandstärke) bekam die Nummer 865.
Daran angeschlossen waren ein dreistöckiges Werk mit Dreischartenturm für Maschinengewehre (2 P7) mit Nummer 867 und eine Pak-Kasematte für 3,7-cm-Pak (29 P8) mit Dreischartenturm für Maschinengewehre (2 P7) mit der Nummer 866.
Das Werk 865 besaß einen Sechsschartenturm für zwei Maschinengewehre (20 P7) und zwei Schartenplatten (10 P7) als Verteidigung der beiden Eingänge.
Die Verbindungsgänge bestehen aus Betonfertigteilen von 0,5 Metern Länge.

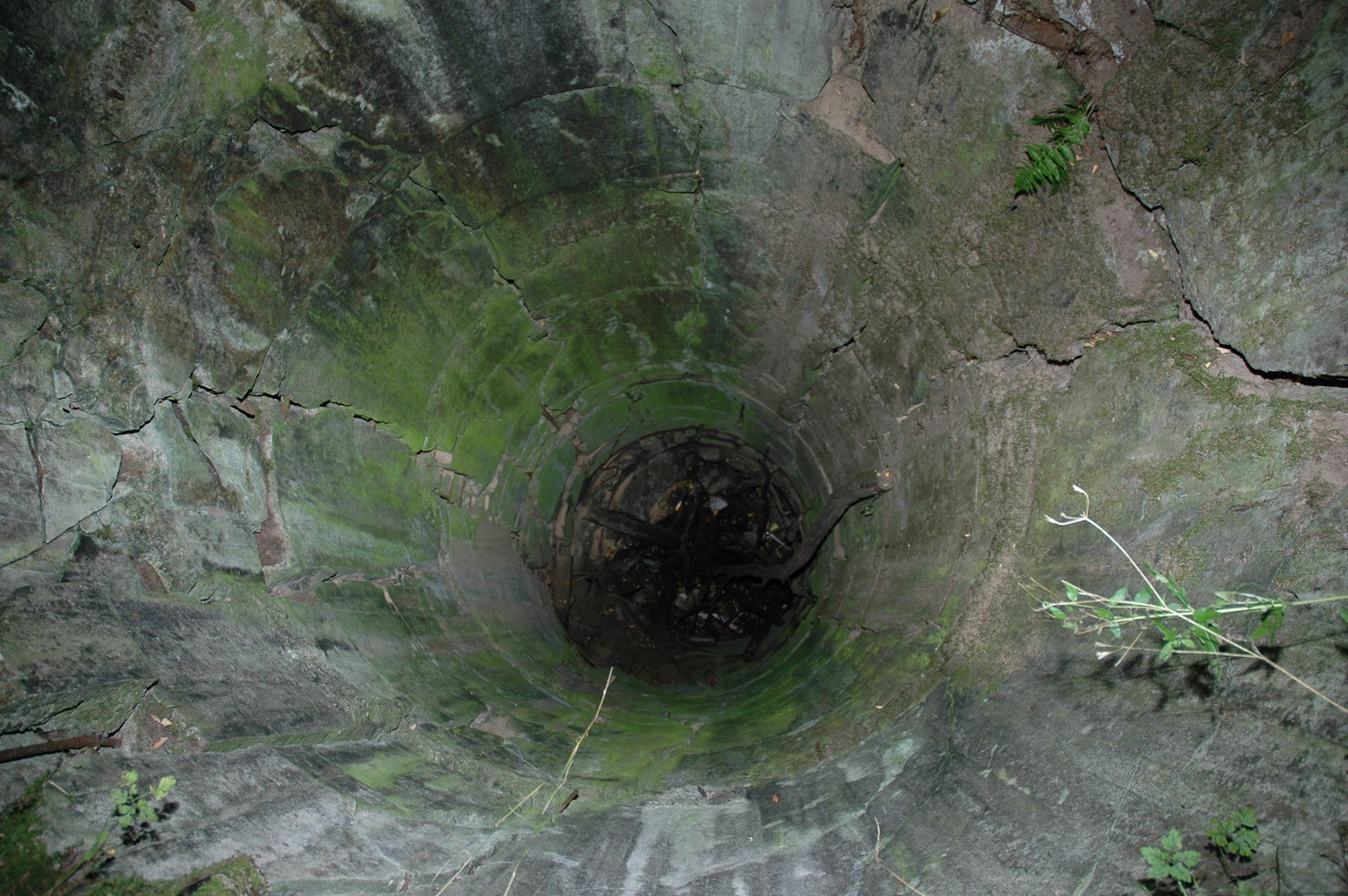
Blick in den Schacht von Panzerwerk 868

Die weiteren Werke entstanden erst später im Zuge des Ausbaus der FFOWB. Es sind dies die dem Eingangsbauwerk 864 (Maschinengranatwerfer M19 in Panzerturm 424 P01, Panzerturm für Infanteriebeobachtung 52 P8, Schartenplatte 7 P7) angeschlossenen Werke 868 und 863 sowie ein Kampfstand für eine 4,7-cm-PaK 36(t), die den Kanal 820 in Längsrichtung bestreichen konnte. Die Bauzeit für diese Objekte kann auf 1937–1938 festgesetzt werden.
Das eingeschossige Werk 868 beherbergte einen Panzerturm für Artilleriebeobachtung (21 P7). Werk 863 war ein vierstöckiger Kampfblock mit einem Dreischartenturm für Maschinengewehre (2 P7).
Bei diesen neueren Bauwerken sind die Verbindungshohlgänge in Beton gegossen.
Auch diese Werkgruppe wurde nachhaltig gesprengt, jedoch finden sich hier noch der Panzerturm des M19, ein Panzerturm 2 P7 und die Bettung der Pak. Eine MG-Schartenplatte 403 P9 soll sich am Eingang zu 868 befinden.

## Werke

### Panzerwerk 868
- Zustand: völlig gesprengt
- Stockwerke: eines
- Hohlgangsanschluss: ja
- Panzerbauteile: 1 × Panzerturm für Artilleriebeobachtung (21 P7)

### Panzerwerk 867
- Zustand: fast völlig intakt
- Stockwerke: drei
- Hohlgangsanschluss: ja

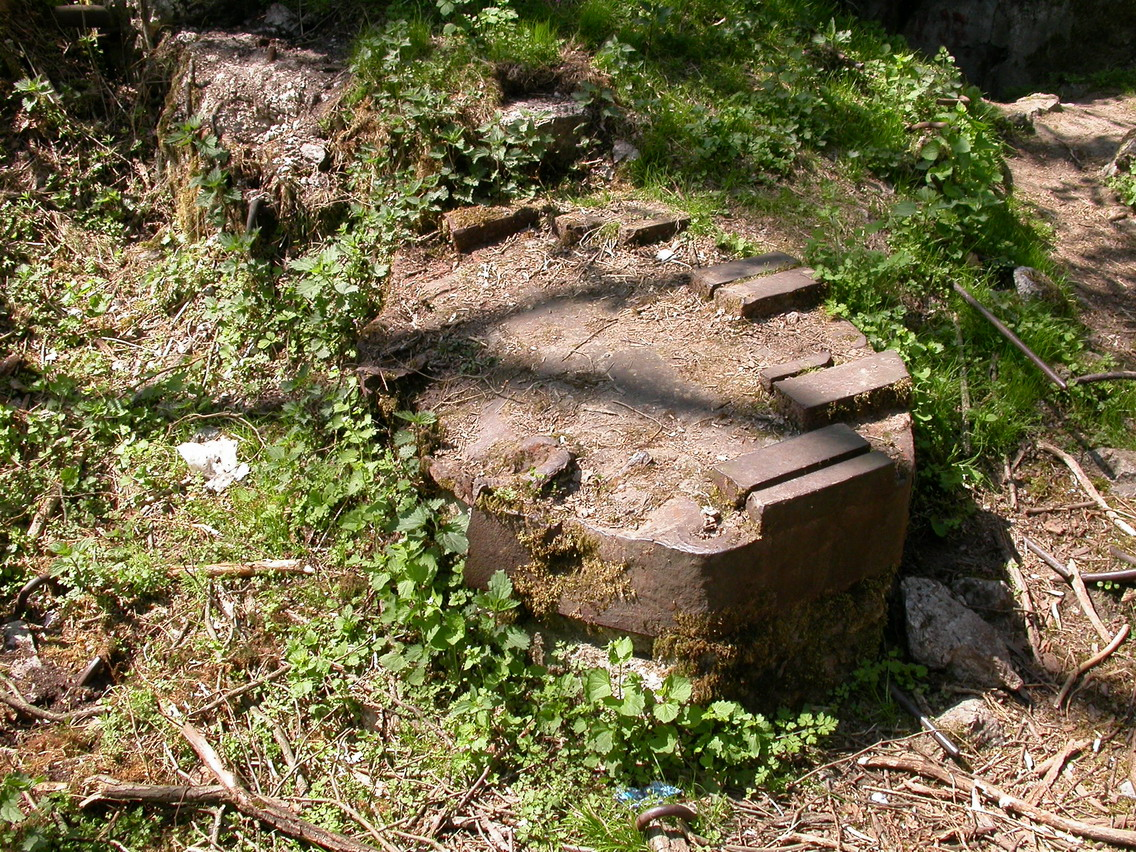
Die im Panzerwerk 866 erhaltene Bettung für Festungspak 3,7 cm

- Panzerbauteile: 1 × Dreischartenturm für ein Maschinengewehr (2 P7)

### Panzerwerk 866
- Zustand: teilweise gesprengt
- Stockwerke: eines
- Hohlgangsanschluss: ja
- Panzerteile: 1 × Dreischartenturm für ein Maschinengewehr (2 P7), 1 × PAK-Kasematte mit Schartenfrontplatte und Deckenplatte (29 P8)

### Panzerwerk 865
- Zustand: größtenteils gesprengt
- Stockwerke: zwei
- Hohlgangsanschluss: ja

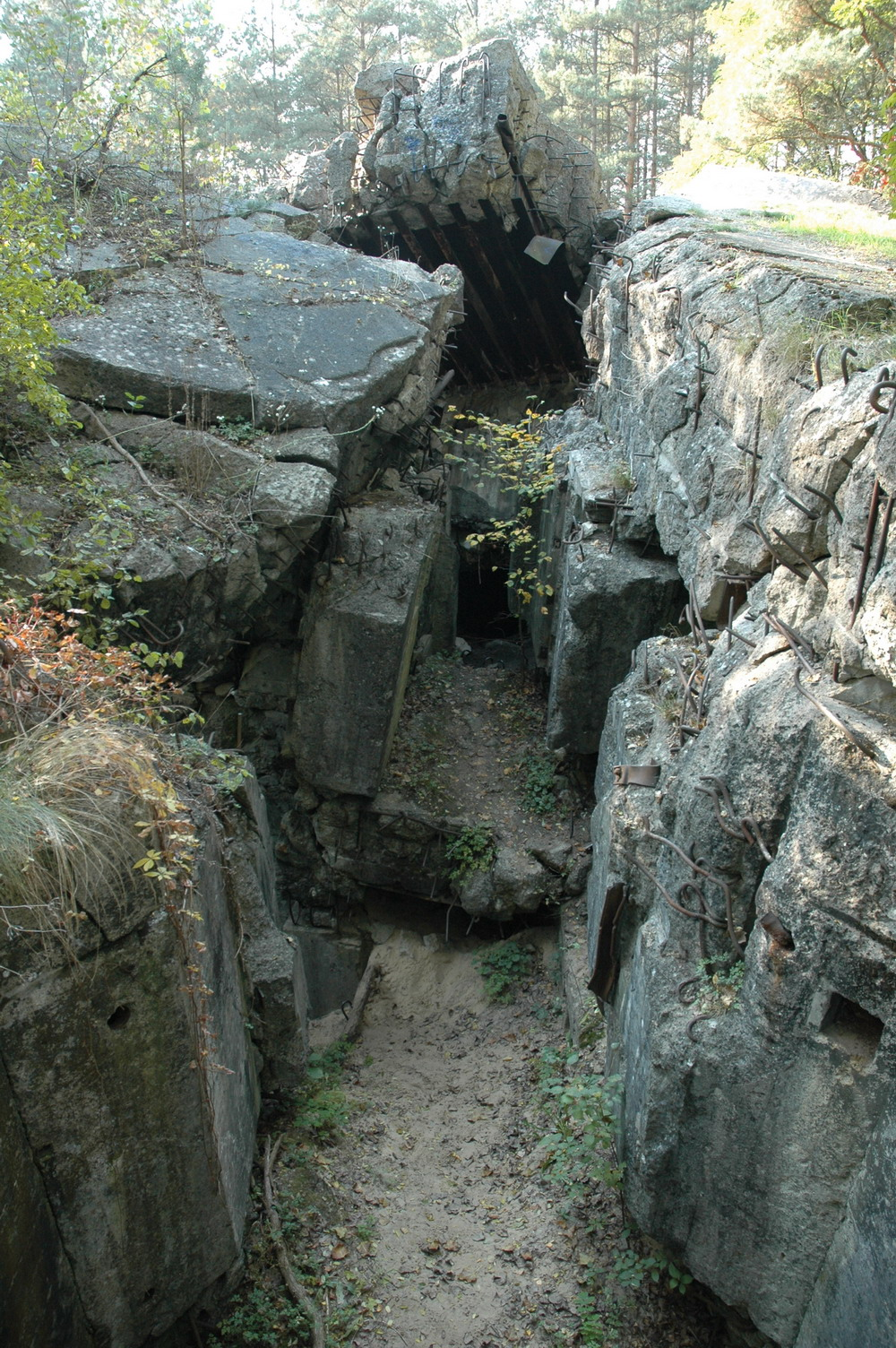
Blick in das Panzerwerk 865

- Panzerbauteile: 1 × Sechsschartenturm für zwei Maschinengewehre (20 P7), 2 × Stahlschartenplatte für MG (10 P7), 1 × Gewehrschartenverschluss (48 P8)

### Panzerwerk 864
- Zustand: komplett gesprengt
- Stockwerke: eines
- Hohlgangsanschluss: ja
- Panzerbauteile: 1 × Stahlschartenplatte (7 P7), 2 × Gewehrschartenverschluss (48 P8), 1 × Panzerturm für Infanteriebeobachtung (52 P8), 1 × Gewehrschartenverschluss (57 P8), 1 × Panzerturm für Maschinengranatwerfer M19 (424 P01), 1 × Stahlring für Festungsflammenwerfer (420 P9)

### Panzerwerk 863
- Zustand: teilweise gesprengt
- Stockwerke: vier
- Hohlgangsanschluss: ja
- Panzerteile: 1 × Dreischartenturm für ein Maschinengewehr (2 P7), 1 × Gewehrschartenverschluss (48 P8)